# Journée européenne du 112

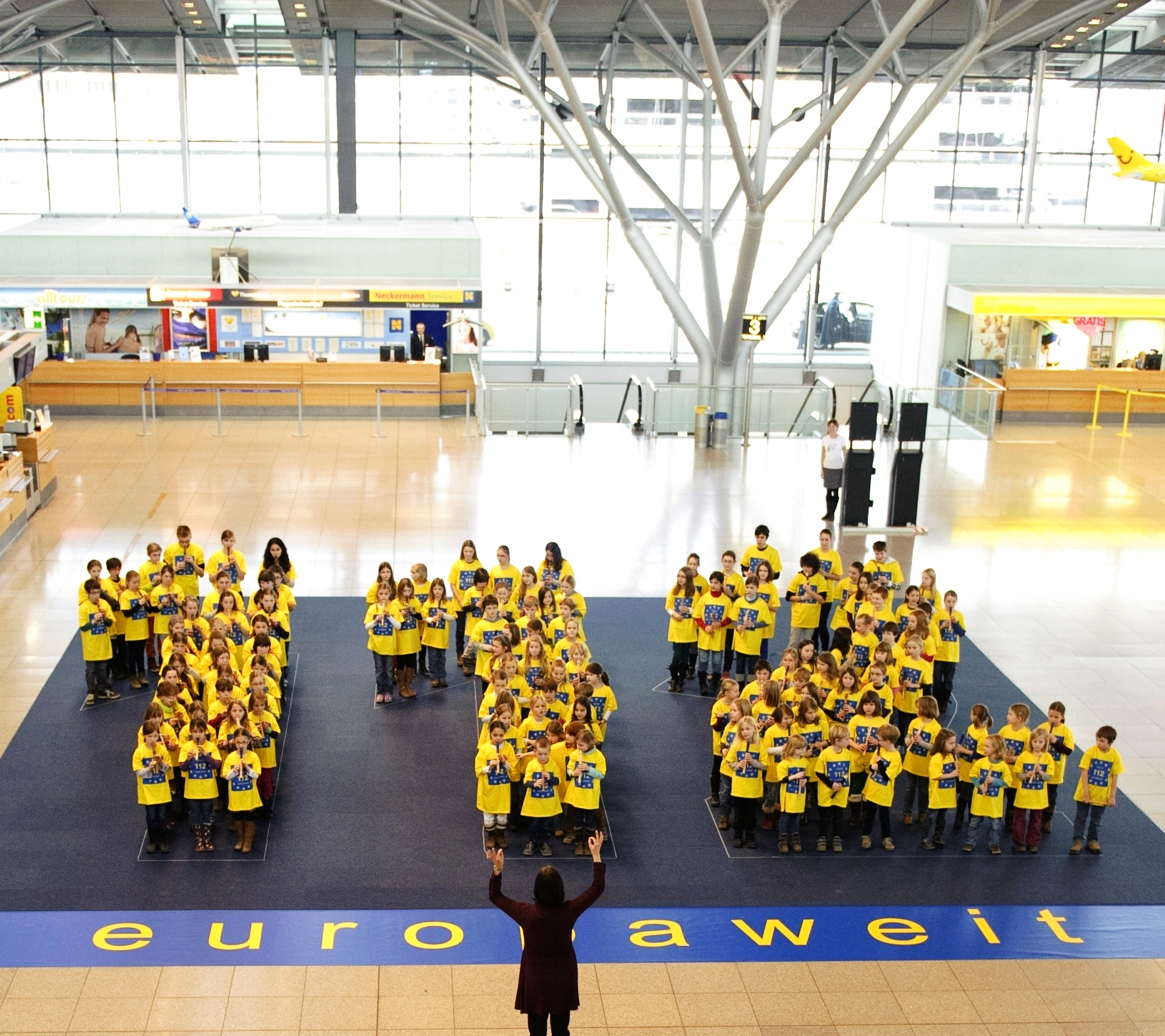
Aéroport de Stuttgart (Allemagne) : Les élèves des écoles de musique de Leinfelden-Echterdingen, Schönbuch et Stuttgart jouent l'hymne européen à l'occasion de la Journée européenne du 112, le 11 février 2014.

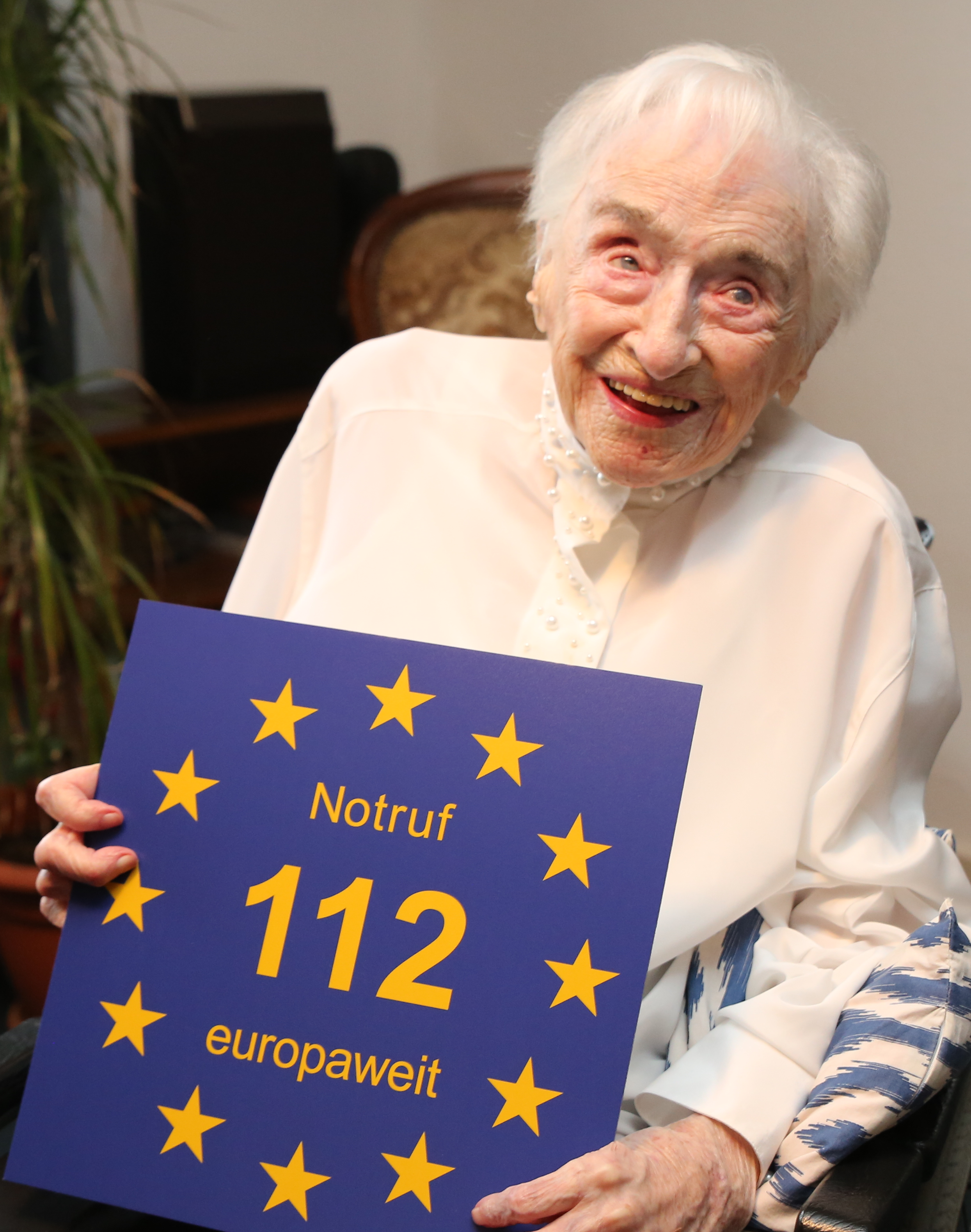
(de)Edelgard Huber von Gersdorff, 112 ans, était la marraine d'honneur de la campagne "Une Europe - un numéro", qui vise à faire connaître le numéro d'urgence européen 112.

La Journée européenne du 112 est une journée internationale qui se tient le 11 février de chaque année. Elle a été mise en place par l'Union européenne et a pour objectif de promouvoir l'existence et l'utilisation appropriée du numéro d'urgence européen 112.
Le jour choisi, le 11 février, noté 11.2, est un moyen mnémotechnique de se rappeler le numéro de téléphone 112, les chiffres étant les mêmes et dans le même ordre dans la date et dans le numéro de téléphone.

## Un appel d'urgence au niveau européen
En plus des numéros de téléphone d'urgence nationaux le numéro d'urgence européen 112 a été introduit en 1991 afin de rendre possible un appel d'urgence commun dans tous les États membres de l'Union européenne . Depuis décembre 2008, grâce au numéro d’urgence 112, il est possible de joindre les services d'appel d'urgence gratuitement où que vous soyez en Europe, à partir de tous les réseaux fixes et mobiles. En France, il redirige automatiquement l’appel vers le 15, le 17 et le 18. En raison de la publicité croissante du 112 en tant que numéro d'urgence européen, il est en train de devenir un symbole commun d'aide et de soutien, mais aussi de l'Union européenne en général.

## Origines
Le Parlement européen, le Conseil de l'Union européenne et la Commission européenne ont signé une convention tripartite en 2009 afin d'introduire une journée européenne annuelle du 112. Cette journée est censée faire connaître la disponibilité du 112 dans toute l'Europe et les avantages de l'appel d'urgence européen. Ils ont choisi le 11 février car cette date inclut le numéro de telephone (11/2). L'idée de consacrer une journée particulière à l'appel d'urgence européen avait été discutée pour la première fois au Parlement européen en 2007 dans le cadre de la préparation de la déclaration du Parlement européen sur le numéro d'urgence européen 112.
La nécessité globale d'accroître le niveau de sensibilisation au numéro d'urgence européen a été confirmée par le Flash Eurobaromètre 228 de février 2008: Seuls 22 % de l'ensemble des personnes interrogées, en moyenne dans l'UE, savaient que le numéro d'urgence 112 est valable et disponible dans toute l'Union européenne. Seulement 25% en France étaient conscients de ce fait. Cette impression s'est confirmée en 2009 (moyenne de l’UE 24 %, France 29 %). 9%) et en 2010 (moyenne UE 25 %, France 27 %) avec des augmentations mineures.

## Les célébrations autour du 112
Chaque année, de nombreuses actions sont organisées dans toute l'Europe pour célébrer la Journée européenne du 112. Certaines sont organisées par des hommes politiques et des fonctionnaires, d'autres par les services de secours, les pompiers et les organisations non gouvernementales. En 2018, toute une série d'événements consacrés à l'appel d'urgence européen commun ont été organisés dans au moins 23 États membres de l'Union européenne. En Allemagne, la supercentenaire de 112 ans Edelgard Huber von Gersdorff, qui est actuellement la plus vieille femme allemande, est devenue la marraine honoraire de la campagne "Une Europe - un numéro ! ", Qui vise à faire connaître le numéro d'urgence européen 112. En Belgique, le Manneken-Pis, l'un des monuments les plus connus de Bruxelles, a été habillé en costume avec le drapeau européen et le numéro 112 dessus par la campagne "European Emergency Number Association". En Irlande, le numéro d'urgence se fait connaitre au moment de l'exposition annuelle des jeunes scientifiques et des technologies par le service de réponse aux appels d'urgence (ECAS). De nombreux autres représentants et associations de services nationaux de secours d'urgence, comme la Fédération nationale des pompiers de France (FNSPF), le service d'incendie et de sauvetage de Lettonie ] et l'Agence des services de sauvetage du Luxembourg, ont mené différentes actions afin d'éduquer le grand public sur la signification et l'utilisation appropriée de l'appel d'urgence européen. La Journée européenne du 112 2018 a également été un sujet majeur dans les médias sociaux ; avec des hashtags comme #112day2018 et #Isupport112 devenant viral.